# HK MSG90狙擊步槍
HK MSG90是黑克勒-科赫以PSG1為基礎所改進的半自動軍用狙擊步槍，口徑為7.62×51毫米NATO，當中的90解為推出年份（1990年）。

## 歷史
黑克勒-科赫公司的PSG1狙擊步槍擁有極高的射擊精度而且性能優異，不過其價格太高，重量也太高，且射擊時彈殼彈出的力道太大，射擊後常常找不到彈出的彈殼，雖然這些缺點對於特警隊而言並不會造成太大的問題，但是對軍方在戰場上運用的情形來說，就會造成極大的不便，所以當時的PSG1並沒有受到德國聯邦國防軍的採用。
於是黑克勒-科赫對PSG1開始著手進行改良，試圖讓其符合軍事用途需求，HK將PSG1的設計簡化，減輕槍身各部的重量，並使用輕量化的槍管，達到了降低成本及減輕重量的目標，而成品就是HK MSG90。

## 設計
MSG是德文的縮寫，意思是「軍用射手步槍」，MSG90採用較輕且直徑較小的槍管，槍管前端有一個套管，目的是為了增加槍口的重量，槍托與PSG1一樣具有可調整功能，不過MSG90的槍托重量較輕，瞄準鏡不用時也可以拆卸下來，防止碰撞所造成的損壞。

## 配備
MSG90配備專用的10×42光学瞄准镜，射程可以進行調整，另外也可以選用兩腳架或是三腳架。

## 使用國

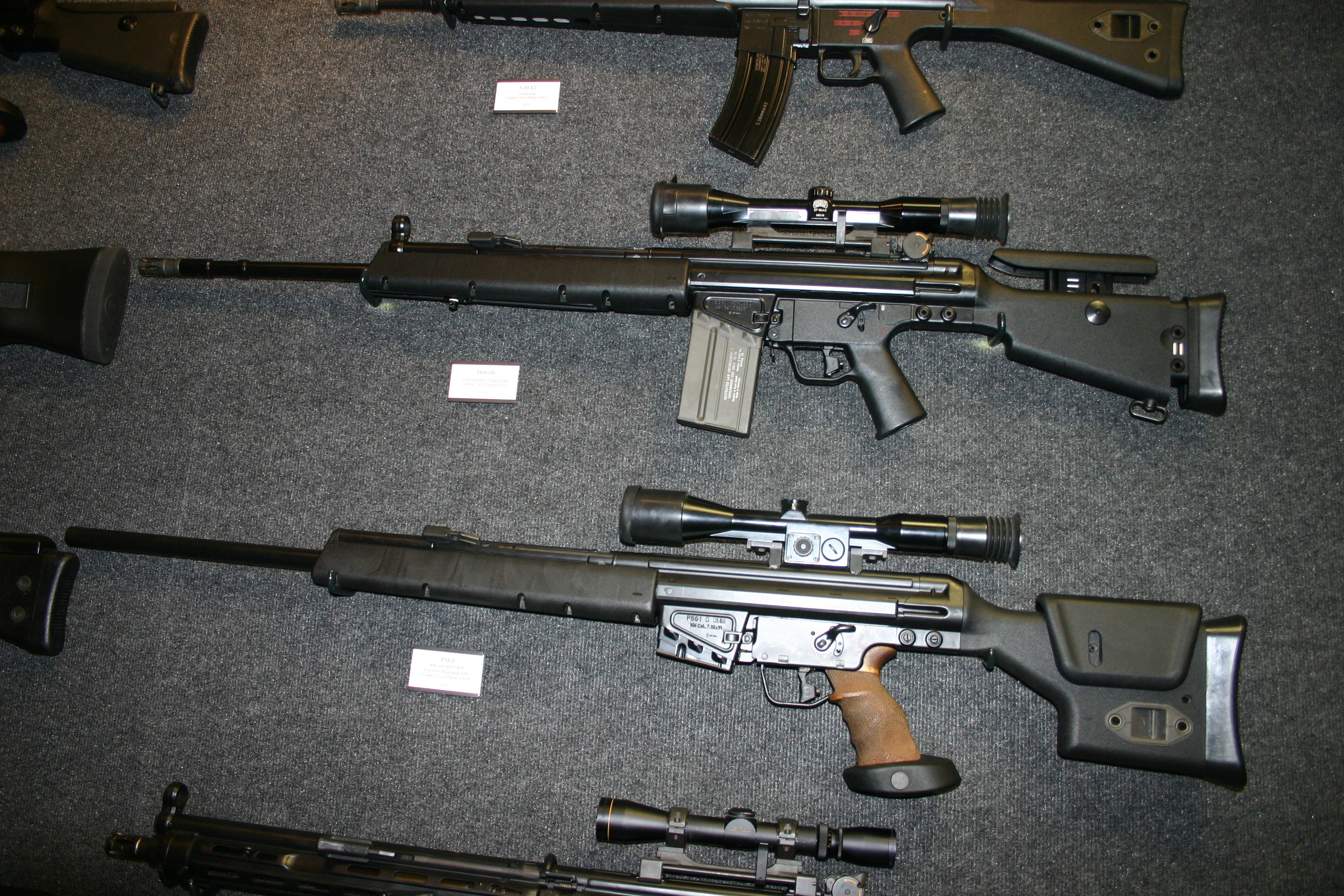
PSG1（下）和MSG90（上）

- 比利时
- 巴西
- 保加利亚
- 哥伦比亚
- 丹麦
- 法國
- 德国
- 印度尼西亞
- 印度
- 伊拉克
- 義大利
- 日本
- 立陶宛
- 马来西亚
- 墨西哥
- 尼泊尔
- 挪威
- 菲律賓
- 葡萄牙
- 沙烏地阿拉伯
- 新加坡
- 泰國
- 土耳其
- 阿联酋
- 美国
- 乌拉圭
- 委內瑞拉